# عائلة الهوكي السعيدة
عائلة الهوكي السعيدة هو كتاب أدب يستهدف طبقة معينة من المجتمع وهم الأطفال ، يعود الكتاب للمؤلف والرسام الأمريكي لين سميث، حيث كتبه بمنهجية مماثلة لكتب ديك وجين للأطفال ، ويحكي الكتاب سلسلة متواترة من الروايات القصيرة، والتي عادة لا تتجاوز الصفحة الواحدة، تدور أحداث الكتاب عن عائلة يطلق عليها «هوكي»، وأركان العائلة هم الوالدين، وثلاثة من الأطفال، وكلبهم، وتارةً يشاركهم ابن عمهم.
الكتاب لا يُؤخذ به من حيث الفُكاهة فحسب، إلى أن الكتاب تتخلّله بعض المشاهد المظلمة والساخرة في الوقت ذاته بنسبٍ متفاوتة، على غزار ماهو موجود في أعمال كاتب الأطفال الأمريكي «جون سكيشكا».